# 10611 Yanjici
10611 Yanjici è un asteroide della fascia principale. Scoperto nel 1997, presenta un'orbita caratterizzata da un semiasse maggiore pari a 3,1918050 UA e da un'eccentricità di 0,0833347, inclinata di 11,45741° rispetto all'eclittica.